# Kindereisenbahn Donezk
| Kindereisenbahn Donezk |                     |                           |                           |
| Streckenverlauf der Kindereisenbahn Donezk |                     |                           |                           |
| Spurweite: | 750 mm (Schmalspur) |                           |                           |
| |                     |                           |                           |
| \| \| 0,00 \| Pionerska (Піонерська) \| Pionerska (Піонерська) \| \| \| \| Tunnel \| \| \| \| 2,1 \| Schachtarska (Шахтарська) \| Schachtarska (Шахтарська) \| \| \| 2,9 \| Peremoha (Перемога) \| Peremoha (Перемога) \| |                     |                           |                           |
| Kopfbahnhof Streckenanfang | 0,00                | Pionerska (Піонерська)    | Pionerska (Піонерська)    |
| Tunnel |                     | Tunnel                    | Tunnel                    |
| Bahnhof | 2,1                 | Schachtarska (Шахтарська) | Schachtarska (Шахтарська) |
| Kopfbahnhof Streckenende (Strecke außer Betrieb) | 2,9                 | Peremoha (Перемога)       | Peremoha (Перемога)       |

Die Kindereisenbahn Donezk „Wiktor Pryklonskyj“ (ukrainisch Мала Донецька залізниця імені В. В. Приклонського, Mala Donezka salisnyzja imeni W. W. Pryklonskoho; russisch Малая Донецкая железная дорога имени В. В. Приклонского, Malaja Donezkaja schelesnaja doroga imeni W. W. Priklonskowo) ist eine schmalspurige Kindereisenbahn in der ukrainischen Stadt Donezk. Die Bahn wurde am 19. Mai 1972 als eine der vielen Pioniereisenbahnen in der Sowjetunion eröffnet und ist auch heute noch in Betrieb.

## Streckenverlauf
Heute hat die Strecke bei einer Spurweite von 750 mm eine Länge von 2,1 km. Sie hat zwei Stationen, Pionerska (deutsch „Pionier“) und Schachtarska (deutsch „Bergmann“). Bevor die Station Peremoha (deutsch „Sieg“) geschlossen wurde, hatte die Strecke noch eine Länge von 2,9 km. Normalerweise dauert die Fahrt hin und zurück insgesamt 25 Minuten. Es gibt ein Depot, in dem die Lokomotiven gewartet werden.

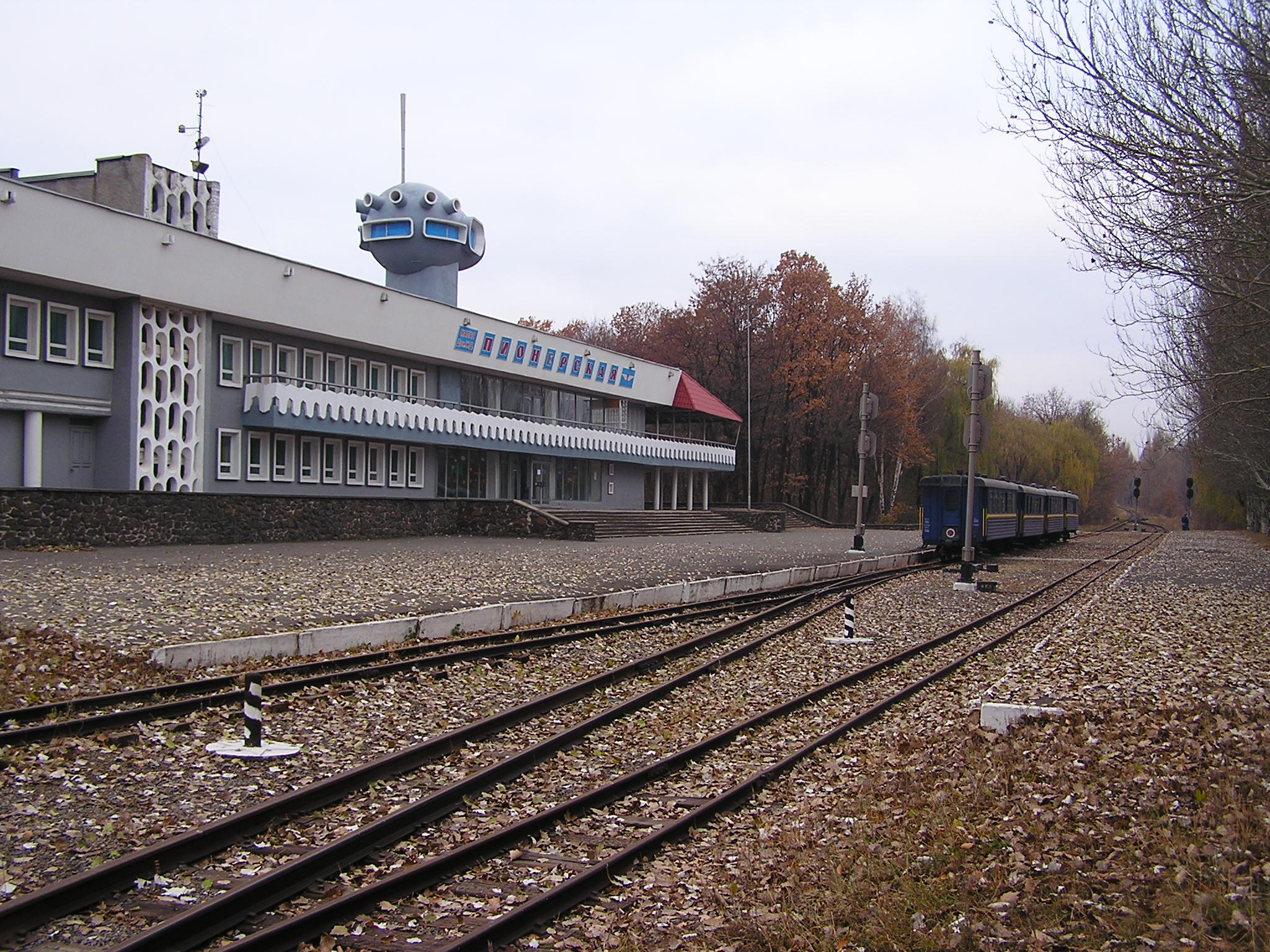
Station Pionerska
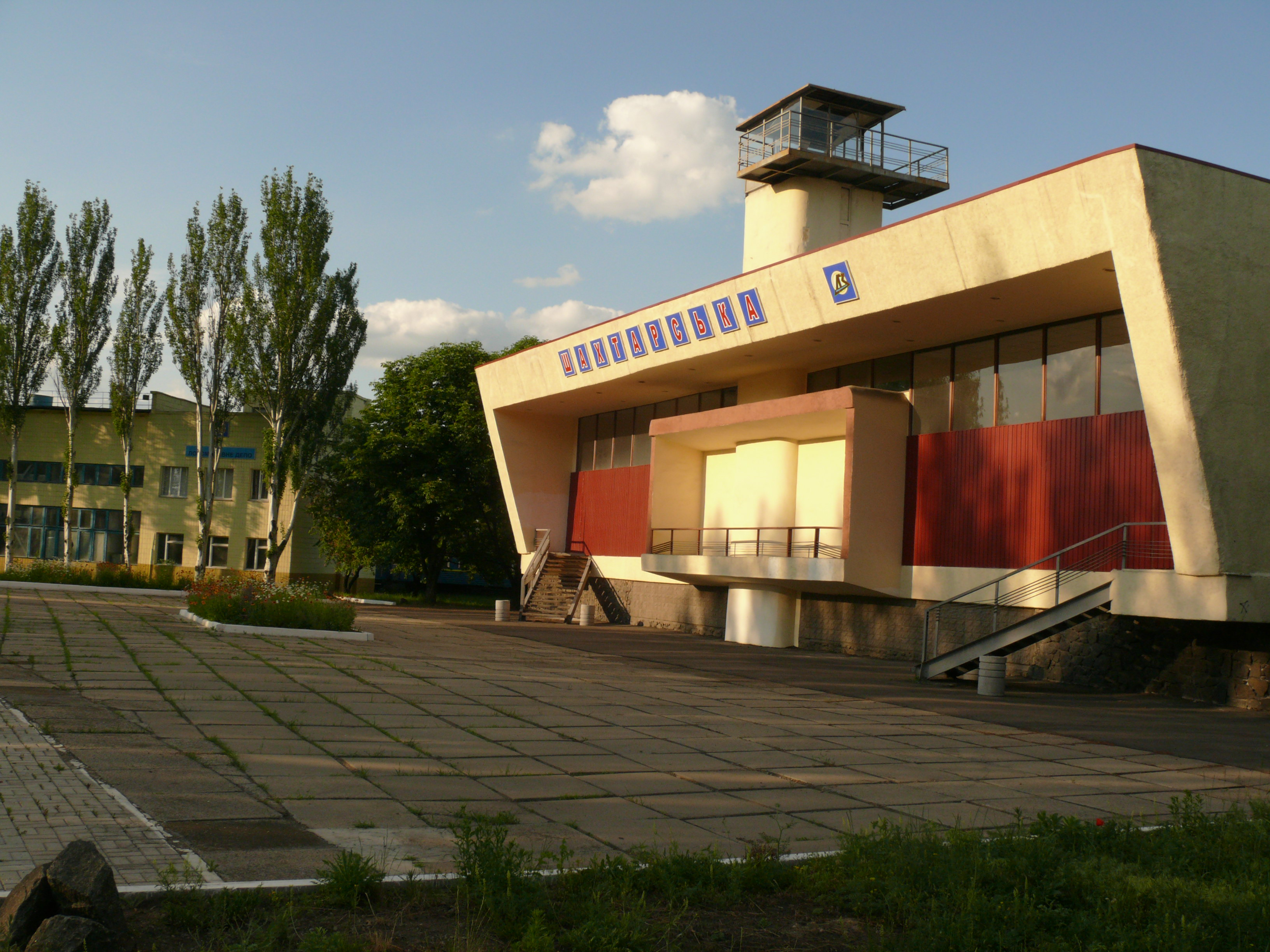
Station Schachtarska

## Geschichte
Die Bahn wurde nach Wiktor Pryklonskyj, dem ehemaligen Leiter der Kindereisenbahn Donezk benannt.
Vor dem Zweiten Weltkrieg gab es in dem nach Alexander Schtscherbakow benannten Zentralpark für Kultur und Erholung eine Kindereisenbahn mit dem Namen Kirow. Wegen des Krieges wurde der Betrieb der Kindereisenbahn Kirow eingestellt und nach dem Krieg nicht wieder aufgenommen. Am 19. Mai 1972 wurde im städtischen Freizeitpark die Kindereisenbahn Donezk als neue Kinderbahn eröffnet.

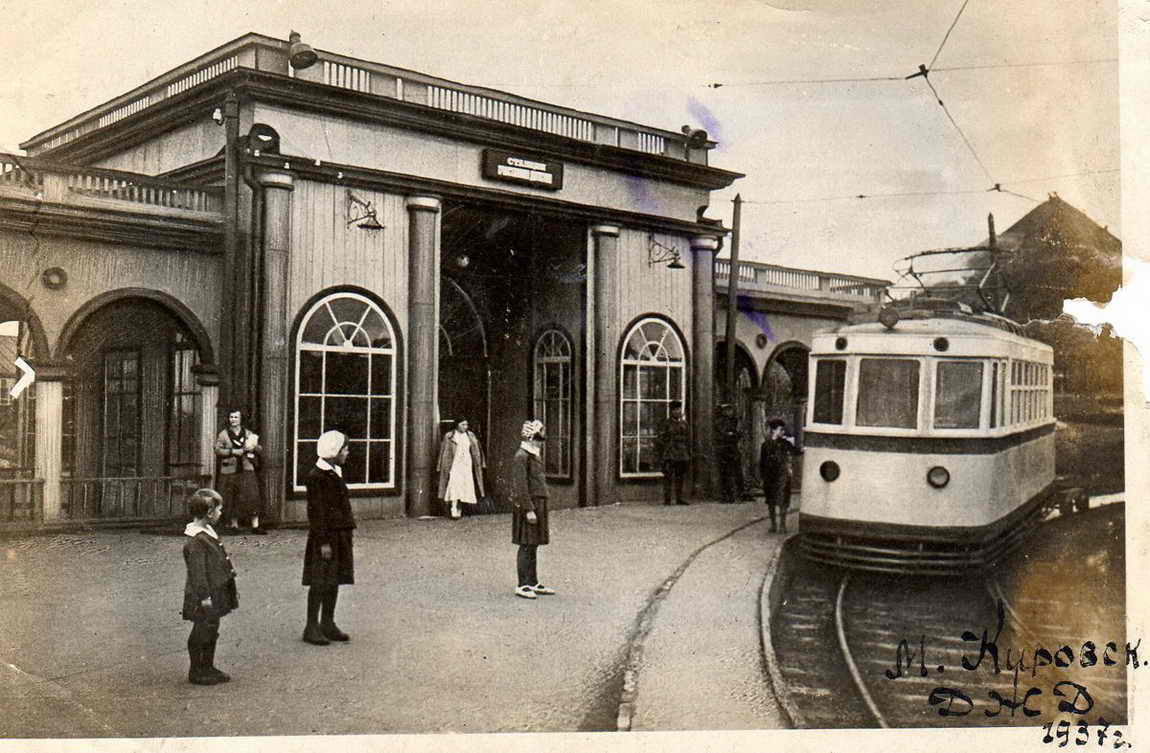
Die erste Kindereisenbahn in Donezk, 1937

## Schienenfahrzeuge

### Lokomotiven
Auf der Strecke werden folgende Diesellokomotiven eingesetzt:
- Diesellok der SŽD-Baureihe ТУ2 – № 023, № 038
- Diesellok der SŽD-Baureihe ТУ4 – № 2822
- Diesellok der SŽD-Baureihe ТУ7 – № 2734

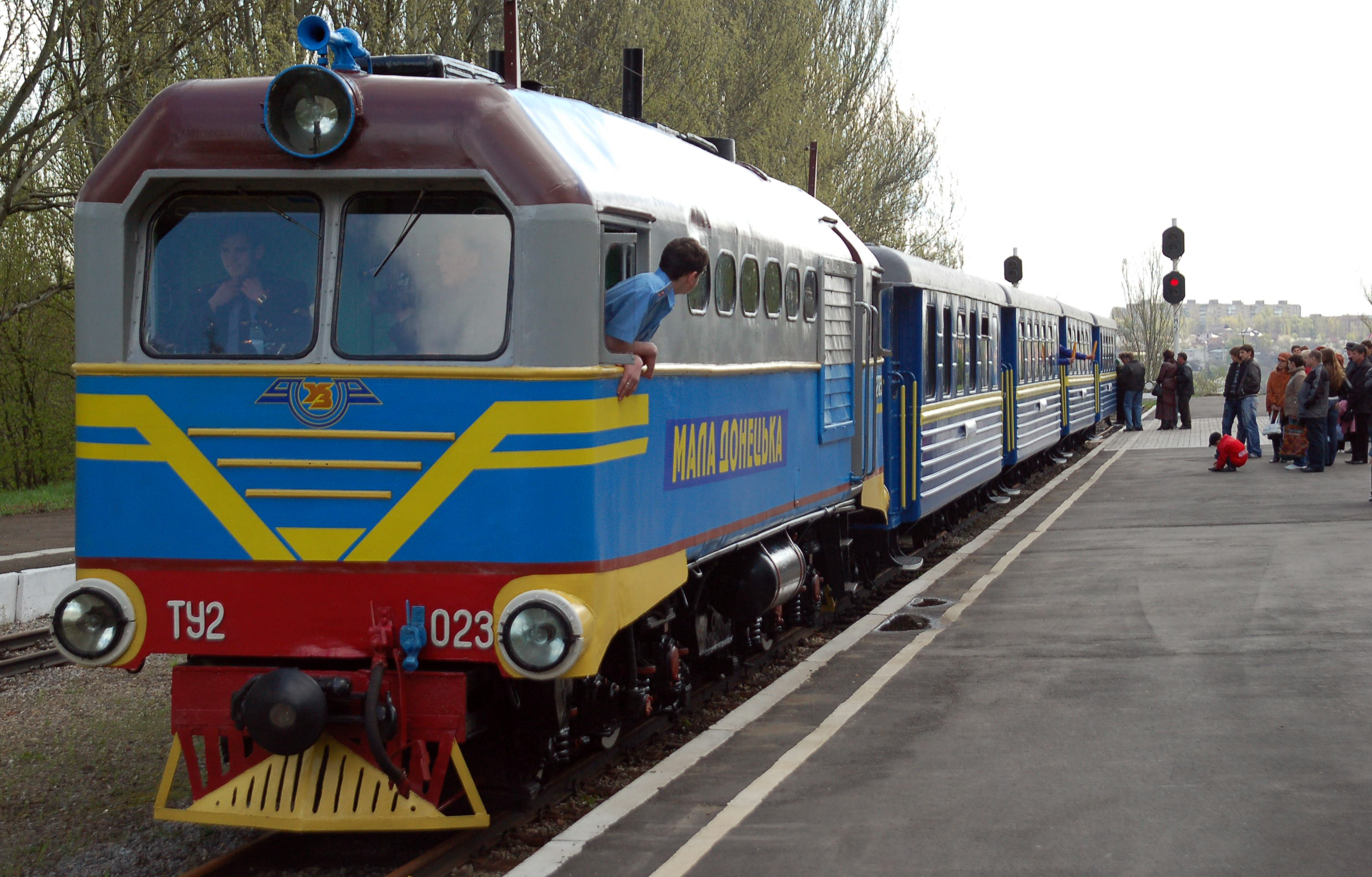
Diesellok der ТУ2 – № 023
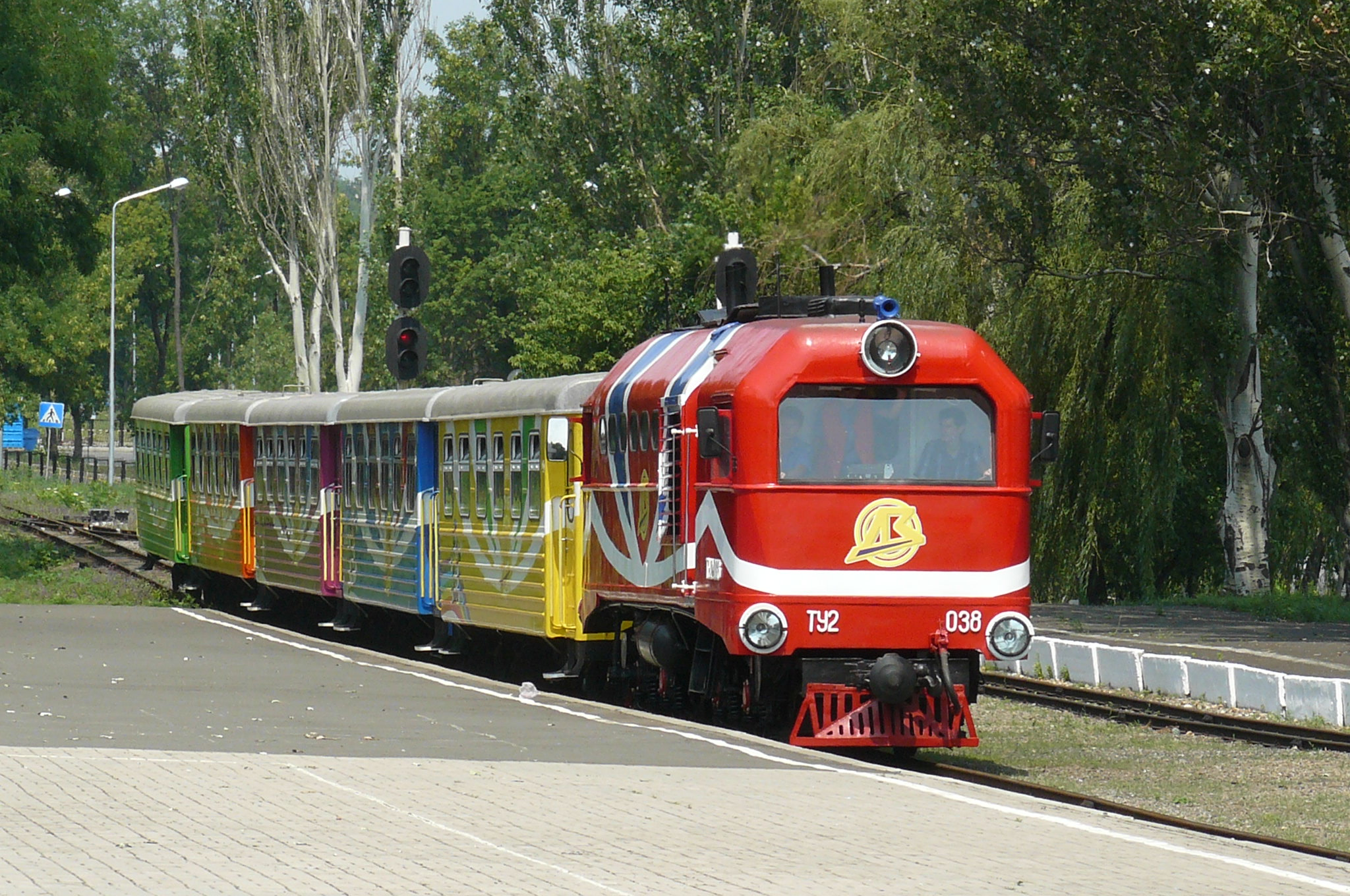
Diesellok der ТУ2 – № 038
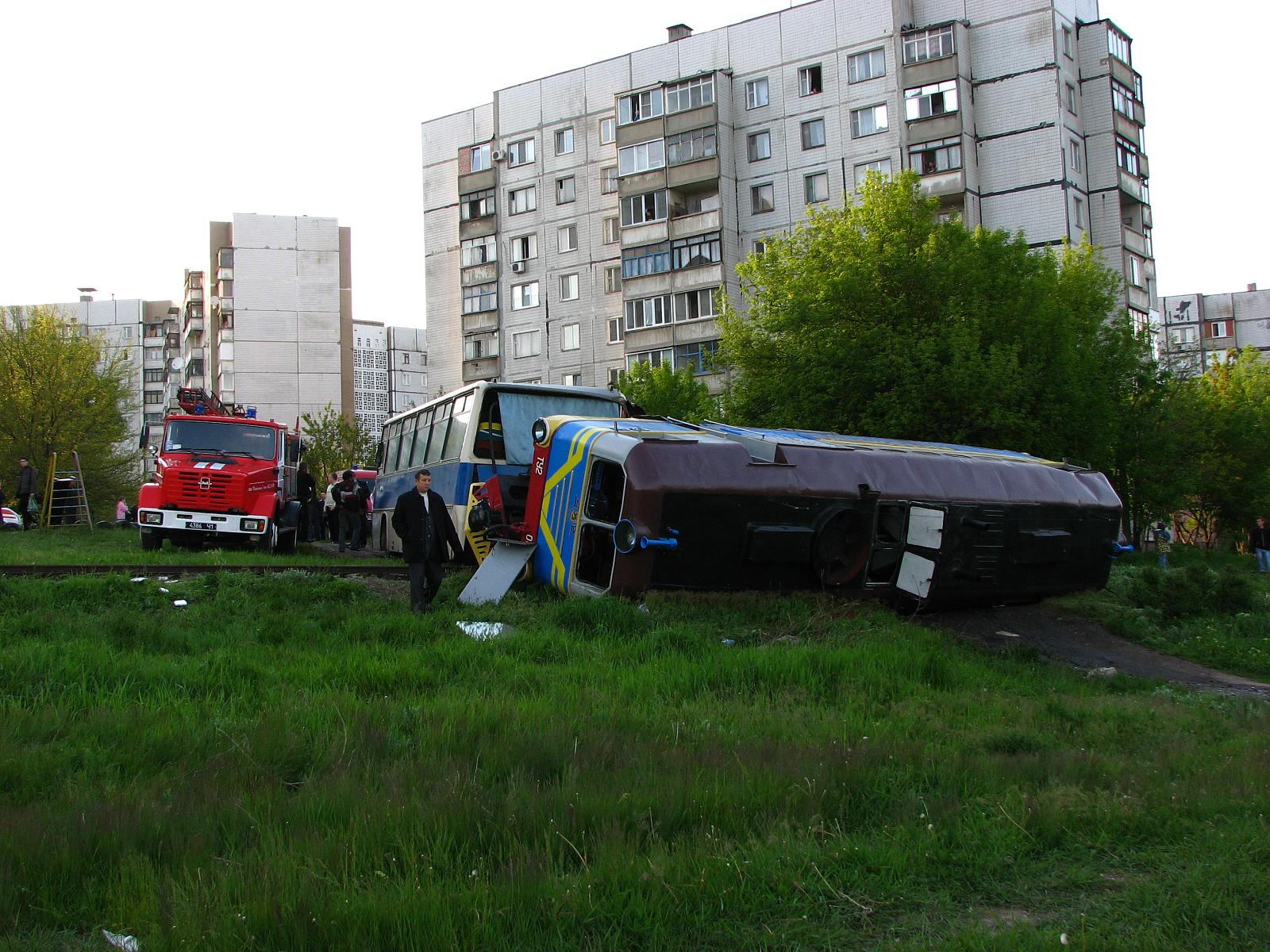
Zusammenstoß an einem unbeschrankten Bahnübergang

### Weitere Fahrzeuge
Außerdem stehen fünf Personenwagen PV51 zur Verfügung.

## Betrieb
Wie alle Pioniereisenbahnen der Sowjetunion wurde auch die Bahn in Donezk unter Mitwirkung von Kindern betrieben, das heißt, Kinder waren, um sie für Berufe bei der Eisenbahn zu interessieren, unter Aufsicht von Erwachsenen tätig. Als Lokführer war immer ein Erwachsener tätig. Man ist inzwischen wie bei anderen ehemaligen Pioniereisenbahnen nach dem Ende der Sowjetunion von diesem pädagogischen Konzept abgerückt, so dass die Eisenbahn heute von Erwachsenen als Parkeisenbahn betrieben wird.

### Fahrplan
- Mai, September: Samstag, Sonntag
- Sommer: Donnerstag, Freitag, Samstag, Sonntag

#### Samstag und Sonntag
1. Fahrt: 12.20 bis 00.45 Uhr
2. Fahrt: 14.10 bis 14.35 Uhr
3. Fahrt: 15.30 bis 15.55 Uhr

#### Andere Tage
- Von Pionier nach Bergmann: 11.40 bis 11.48, 12.20 bis 00.28, 14.10 bis 14.18, 14.50 bis 15.58, 15.30 bis 15.38, 16.10 bis 16.18 Uhr.
- Von Bergmann nach Pionier: 11.58 bis 12.05, 12:38 bis 12.45, 14.28 bis 14.35, 15.08 bis 15.15, 15.48 bis 15.55, 16.28 bis 16.35 Uhr.